# Quentin Jakoba
Quentin Jakoba est un footballeur néerlandais, international curacien, né le 19 décembre 1987 à Tilbourg. Il évolue au poste de défenseur central avec les amateurs du Kozakken Boys en Topklasse.

## Biographie

### Carrière en club
Il dispute trois matchs en deuxième division néerlandaise lors de la saison 2008-2009 avec l'équipe du FC Eindhoven.

### Carrière en équipe nationale
Il joue son premier match en équipe de Curaçao le 5 octobre 2016, contre Antigua-et-Barbuda (victoire 3-0).
Il dispute et remporte la Coupe caribéenne des nations 2017 avec l'équipe de Curaçao, en battant la Jamaïque en finale. Il prend ensuite part à la Gold Cup 2017, compétition lors de laquelle il joue deux matchs.

## Palmarès

### En équipe de Curaçao
- Vainqueur de la Coupe caribéenne des nations en 2017